# 난부 도시미

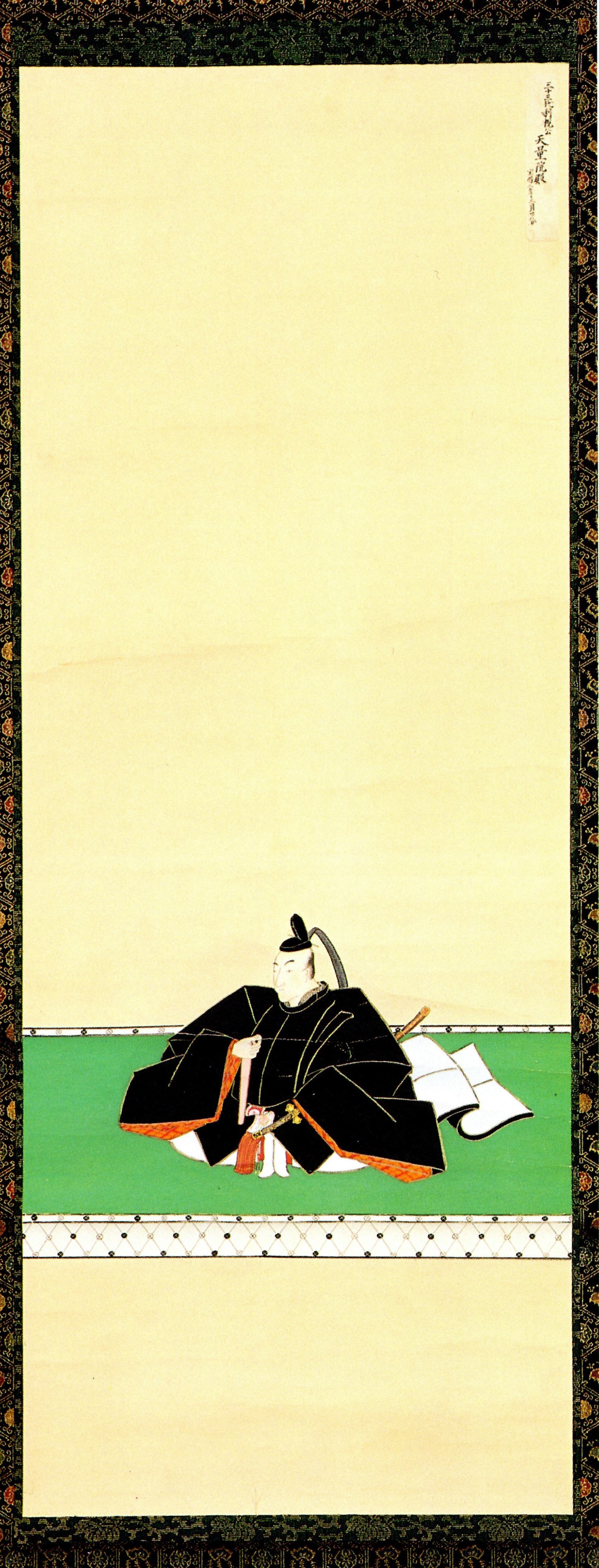
난부 도시미 초상화

난부 도시미(일본어: 南部利視, 1708년 6월 14일 ~ 1752년 5월 11일)는 모리오카번의 7대 번주이다. 관위는 종4위하, 다이젠노다이후(大膳大夫)이다.
5대 번주 난부 노부오키의 차남으로 태어났다. 아버지가 사망한 뒤에 태어났기 때문에 숙부인 난부 도시모토가 6대 번주에 취임하였고, 도시모토가 1725년에 죽자 그 뒤를 이어 번주가 되었다. 1752년에 사망하였고, 도시모토의 장남 도시카쓰가 양자로서 가문을 계승하였다.
| 전임 난부 도시모토 | 제7대 모리오카번 번주 1725년 ~ 1752년 | 후임 난부 도시카쓰 |